# Station Szczecin Wzgórze Hetmańskie
Station Szczecin Wzgórze Hetmańskie was een spoorwegstation in de Poolse plaats Szczecin. Sinds 2001 stoppen hier geen passagierstreinen meer.